# Boccaccio Adimari
Boccaccio degli Adimari (fl. XIII secolo) è stato un fiorentino guelfo di parte nera, ricordato da Dino Compagni nella Cronica delle cose occorrenti ne' tempi suoi tra coloro che presero parte al tentativo di cacciata da Firenze della famiglia "bianca" dei Cavalcanti.
Moltissimi commentatori della Divina Commedia, in particolare dei versi 32 e seguenti di Inferno, VIII dedicati a Filippo Argenti (membro della famiglia Adimari), e dei versi 115-8 di Paradiso, XVI, lo citano come colui che occupò i beni di Dante dopo il suo esilio da Firenze, e adducono anche questo motivo a spiegazione dell'antipatia di Dante per la "oltracotata schiatta" degli Adimari.